# 5130 Ilioneus
5130 Ilioneus (1989 SC7) là một thiên thể Troia của Sao Mộc, trong nhóm Troia, được phát hiện ngày 30 tháng 9 năm 1989 bởi Shoemaker, C. S. ở Palomar.